# دفنی روبین-وگا
دفنی روبین-وگا (به انگلیسی: Daphne Rubin-Vega) (زاده ۱۸ نوامبر ۱۹۶۹) بازیگر ، خواننده پانامایی است.
از فیلم‌های معروف او می‌توان به بازی در فیلم بی‌عیب، جک به قایق‌رانی می‌رود و اموتیکون ;) اشاره کرد.